# 美木多機械
株式会社美木多機械（みきたきかい、英文社名 MIKITA MACHINERY CO.,LTD.）とは、大阪府和泉市に本社を置く産業用機械メーカーである。

## 概要
1970年（昭和45年）の創業以来、多くの産業用機械を製作・販売してきたという。現在、顧客の多様化するニーズに応えるための様々な製品やサービスを取り揃えているが、自社製品はすべてオーダーメイドである。このため、顧客ごとに異なる要望に合わせて1台1台設計・開発を行っている。
今後も独創的なノウハウでよりよい製品やサービスの提供に努め、シェアを伸ばしてゆきたいという。

## 沿革
- 1970年（昭和45年）6月 - 個人商店として大阪府堺市（現在の大阪府堺市南区）で「森内製作所」を創業し、産業用機械の販売およびメンテナンスを始める。
- 1972年（昭和47年）8月 - 産業用機械の自社開発に着手し、各種省力機械を受注生産を始める。
- 1979年（昭和54年）4月 - 業界で初めて傾斜型カートニングマシンを開発する。
- 1980年（昭和55年）4月 - 株式会社美木多機械として法人化。薄箱の自動合理化機械と4機能の付属装置搭載のカートニングマシン「MKY-5」を発売する。
- 1981年（昭和56年）6月 - 医薬品業界向けの専用の箱詰機の開発・販売を始める。
- 1982年（昭和57年）4月 - MKR連続カートニングマシンを発売する。
- 1985年（昭和60年）10月 - 顧客からの更なる要望に応えるための新型のカートニングマシンの開発に成功する。
- 1989年（平成元年）11月 - コンピュータCADシステムを導入し、新型の産業用機械の開発に挑む。
- 1991年（平成3年）4月 - 業務の更なる拡大のために建設した新工場が稼動を始める。
- 1992年（平成4年）4月 - プレスラッパクラフト上包機を発売する。
- 1995年（平成7年）
  - 7月 - 新型カートニングマシン「MKY-5G」を発売する。
  - 10月 - 日本国際包装機展に新開発の包装機2機種を出展する。
- 1996年（平成8年）
  - 8月 - 製品バッファストッカを発売する。
  - 9月 - 日本国際包装機械展に新開発のＷサクション製函方式包装機を出展する。
- 1997年（平成9年）3月 - エレベータ式カートン供給機とロータリー式連続カートニングマシンを同時に発売する。
- 1999年（平成11年）
  - 2月 - 能力100cpmという安定稼動を実現した新型の間欠式カートニングマシンを発売する。また、同年、美木多機械の長年に渡る功績が高く評価され[要出典][誰によって?]、堺市技術改善功労賞を受賞する。
  - 9月 - 日本国際包装機械展に新型包装機を出展。また、同月、Wサクション製函方式を取り入れたMKV堅型カートニングマシンを発売する。
- 2000年（平成12年）9月 - 西日本国際包装機械展に新開発のテープ貼・レーザー印字検査装置を出展する。
- 2001年（平成13年）11月 - 関連会社「株式会社ミキタ」を設立する。
- 2003年（平成15年）
  - 9月 - 最新鋭のサーボを搭載したカートナー「MKY-5GS」を発売する。
  - 10月 - 日本国際包装機械展に新商品「MKY-5GS」にサーボカートナー・ピロー品自動供給機能を搭載した改良モデルを出品する。
- 2005年（平成17年）
  - 3月 - 資本金を6,000万円へ増資。また、同月、「ISO9001:2000」を取得する。
  - 10月 - 日本国際包装機械展に業界最高速300cpmを実現した新型高速連続式カートナーを出展する。
- 2006年（平成18年）11月 - 隣接する和泉市にある工業団地「テクノステージ和泉」に新社屋が完成。登記上の本社を移転させ、それまでの事業所は「美木多営業所」となる。
- 2011年（平成23年） - 共に東京ビッグサイトで開催される「第24回　インターフェックス ジャパン」（6月）及び「JAPAN PACK2011」（10月）に開発中の新型機械を出展。

## 事業所所在地
- 本社 - 大阪府和泉市テクノステージ3丁目6番2号
- 株式会社ミキタ（関連会社）- 大阪府和泉市テクノステージ3丁目6番2号

## 主な商品
- 自動箱詰め機「MKYシリーズ」
- 高速カートナー「MKRシリーズ」
- 傾斜型間欠カートニングマシン「MKKシリーズ」
- 堅型カートニングマシン「MKVシリーズ」
- 高速バーコード印字検査機「MKZシリーズ」
- レーザー式高速印字機「MKSシリーズ」
- ロール式能書折機「LRC型」